# Anjar (Líban)
Anjar (àrab: عنجر, ʿAnjar; armeni: Անճար) és una antiga ciutat omeia situada al Líban, declarada Patrimoni de la Humanitat per la Unesco l'any 1984. Es troba a la Vall de la Bekaa.

## La localitat moderna
Els actuals 5.500 habitants descendeixen en la seva majoria dels armenis exiliats de Turquia per escapar del genocidi armeni de 1915.

## Les ruïnes
Les ruïnes de la ciutat cobreixen uns 114.000 m² i estan envoltades per una muralla de dos metres de gruix i set metres d'altura. El seu disseny rectangular de 370 m per 310 m es basa en la planificació d'una ciutat romana i l'arquitectura amb maçoneria prestada dels romans d'Orient. Dos grans avingudes, el cardo maximus que corre de nord a sud, i el decumanus maximus, que corre d'est a oest, divideixen la ciutat. Les dues avingudes principals, decorades amb columnates i llavors flanquejades per unes 600 botigues, es creuen sota un tetrapilo. Els sòcols, eixos i capitells són spolia romana reutilitzada en el període omeia. Carrers més petites subdivideixen la meitat occidental de la ciutat.
Monuments principals:
- El Gran Palau de 59 m per 70 m, parcialment reconstruït, està precedit per una sèrie d'arcades. El seu pati central està envoltat per un peristil.
- El Petit Palau, gairebé quadrat, de 46 m per 47 m destaca pels seus nombrosos fragments ornamentals i la seva entrada central ricament decorada.
- Una mesquita de 45 m per 32 m es trobava entre els dos palaus.
- Al nord del recinte hi havia banys romans.

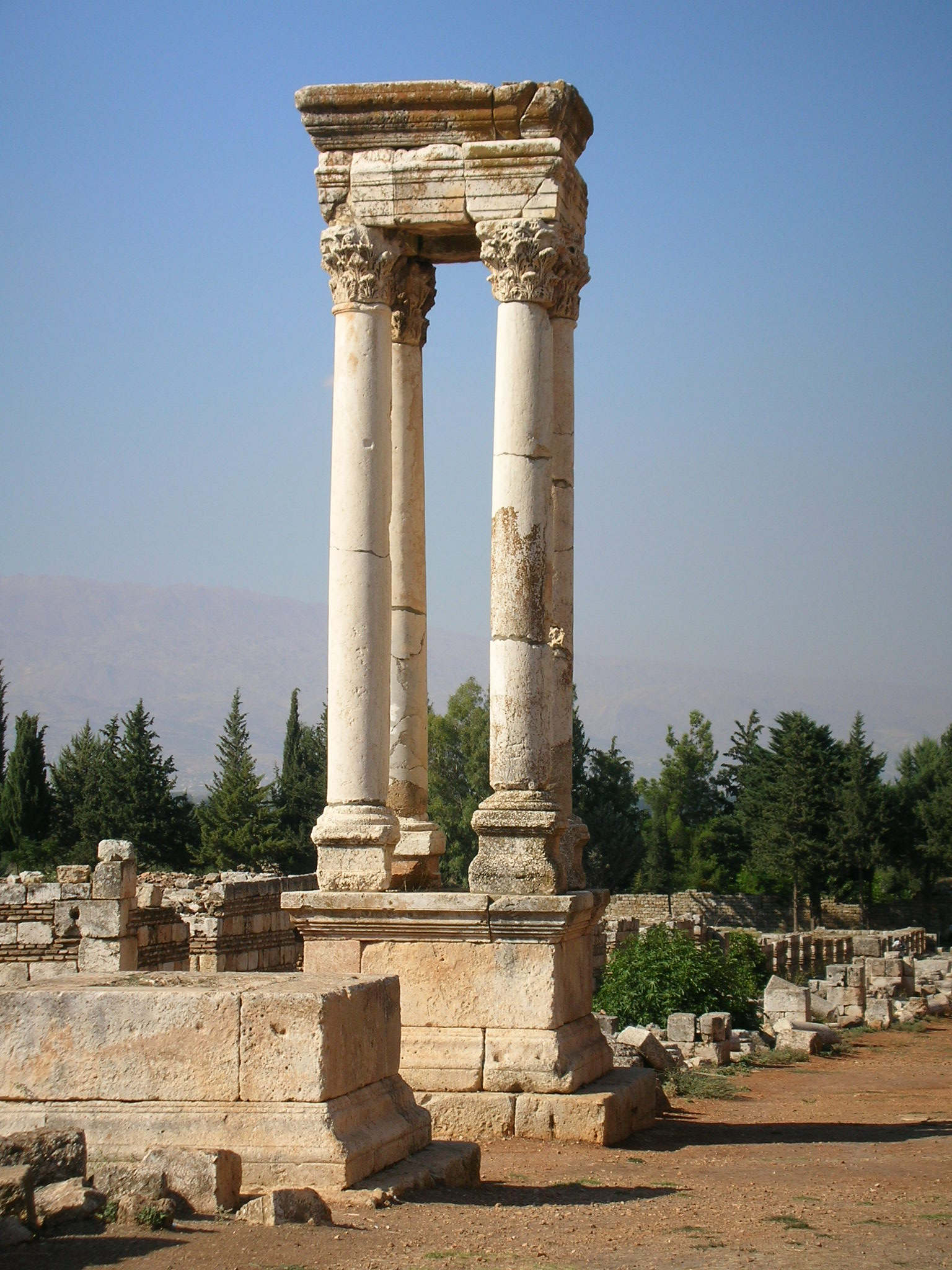
El tetrapylo

Els nombrosos fragments de frisos amb motius vegetals, figuratius i geomètrics són mostra d'edificis llavors ricament decorats.